# Golden Globe for bedste skuespillerinde - musical eller komedie
Golden Globe for bedste skuespillerinde – musical eller komedie blev første gang uddelt af Hollywood Foreign Press Association som en selvstændig kategori i 1950. Tidligere var der en enkelt pris, der gik under navnet "Best Actress in a Motion Picture", men opdelingen gjorde det muligt at hylde denne type skuespillerinder og bedste skuespillerinde i en dramafilm.
Prisens engelsk formelle titel har varieret siden dens indførelse, men er siden 2005 blevet officielt kendt under navnet: "Best Performance by an Actress in a Motion Picture-Musical or Comedy".
Bemærkninger: 
- "†" betyder at præstationen også blev belønnet med en Academy Award.

## Vindere og nominerede

### 1950'erne
| År   | Skuespillerinde          | Rolle                               | Film                     |
| ---- | ------------------------ | ----------------------------------- | ------------------------ |
| 1950 | Judy Holliday †          | Emma "Billie" Dawn                  | Født i går               |
| 1950 | Spring Byington          | Louise Norton                       | Louisa                   |
| 1950 | Betty Hutton             | Annie Oakley                        | Annie Get Your Gun       |
| 1951 | June Allyson             | Cynthia Potter                      | Med på noderne           |
| 1952 | Susan Hayward            | Jane Froman                         | Der er sang i mit hjerte |
| 1952 | Katharine Hepburn        | Pat Pemberton                       | Alle tiders sportspige   |
| 1952 | Ginger Rogers            | Rachel Sangalletti Ashley           | Foryngelseskuren         |
| 1953 | Ethel Merman             | Sally Adams                         | Call Me Madam            |
| 1954 | Judy Garland             | Vicki Lester                        | En stjerne fødes         |
| 1955 | Jean Simmons             | Sarah Browne                        | Guys and Dolls           |
| 1956 | Deborah Kerr             | Anna Leonowens                      | Kongen og jeg            |
| 1956 | Judy Holliday            | Laura Partridge                     | En cadillac af guld      |
| 1956 | Machiko Kyō              | Lotus Blossom                       | Det lille tehus          |
| 1956 | Marilyn Monroe           | Chérie                              | Bus Stop                 |
| 1956 | Debbie Reynolds          | Polly Parish                        | Polly's Baby             |
| 1957 | Kay Kendall og Taina Elg | KK: Sybil Wren og TE: Angele Ducros | Les Girls                |
| 1957 | Cyd Charisse             | Nina "Ninotchka" Yoschenko          | Silkestrømper            |
| 1957 | Audrey Hepburn           | Ariane Chavasse                     | Ariane                   |
| 1957 | Jean Simmons             | Anne Leeds                          | This Could Be the Night  |
| 1958 | Rosalind Russell         | Mame Dennis                         | Auntie Mame              |
| 1958 | Ingrid Bergman           | Anna Kalman                         | Indiskret                |
| 1958 | Leslie Caron             | Gigi                                | Gigi                     |
| 1958 | Doris Day                | Isolde Poole                        | Hurra! Jeg skal være far |
| 1958 | Mitzi Gaynor             | Nellie Forbush                      | South Pacific            |
| 1959 | Marilyn Monroe           | "Sugar Kane" Kowalcyzk              | Ingen er fuldkommen      |
| 1959 | Dorothy Dandridge        | Bess                                | Porgy og Bess            |
| 1959 | Doris Day                | Jan Morrow                          | Løs på tråden            |
| 1959 | Shirley MacLaine         | Meg Wheeler                         | Spørg bare pigerne       |
| 1959 | Lilli Palmer             | Kathryn Ward                        | Mandens farligste alder  |

### 1960'erne
| År   | Skuespillerinde    | Rolle                                                    | Film                                |
| ---- | ------------------ | -------------------------------------------------------- | ----------------------------------- |
| 1960 | Shirley MacLaine   | Fran Kubelik                                             | Nøglen under måtten                 |
| 1960 | Capucine           | Prinsesse Carolyne zu Sayn-Wittgenstein                  | Franz Liszt - kunstner og elsker    |
| 1960 | Lucille Ball       | Kitty Weaver                                             | Forandring fryder                   |
| 1960 | Judy Holliday      | Ella Peterson                                            | Det ringer, det ringer              |
| 1960 | Sophia Loren       | Lucia Curcio                                             | Det begyndte i Napoli               |
| 1961 | Rosalind Russell   | Mrs. Jacoby                                              | Mr. Asano forelsker sig             |
| 1961 | Bette Davis        | Apple Annie                                              | Lady for en dag                     |
| 1961 | Audrey Hepburn     | Holly Golightly                                          | Pigen Holly                         |
| 1961 | Hayley Mills       | Susan Evers/Sharon McKendrick                            | Forældrefælden                      |
| 1961 | Miyoshi Umeki      | Mei Li                                                   | Flower Drum Song                    |
| 1962 | Rosalind Russell   | Gypsy Rose Lee                                           | Gypsy - striptease-dronningen       |
| 1962 | Doris Day          | Kitty Wonder                                             | Jumbo                               |
| 1962 | Jane Fonda         | Isabel Haverstick                                        | Vildfaren i paradis                 |
| 1962 | Shirley Jones      | Marian Paroo                                             | The Music Man                       |
| 1962 | Natalie Wood       | Louise                                                   | Gypsy - striptease-dronningen       |
| 1963 | Shirley MacLaine   | Irma la Douce                                            | Irma la Douce                       |
| 1963 | Ann-Margret        | Kim MacAffee                                             | Bye Bye Birdie                      |
| 1963 | Doris Day          | Ellen Wagstaff Arden                                     | Move Over, Darling                  |
| 1963 | Audrey Hepburn     | Regina "Reggie" Lampert                                  | Charade - tre mand frem for en enke |
| 1963 | Hayley Mills       | Nancy Carey                                              | Summer Magic                        |
| 1963 | Molly Picon        | Sophie Baker                                             | Pas på ungkarlene                   |
| 1963 | Jill St. John      | Peggy John                                               | Pas på ungkarlene                   |
| 1963 | Joanne Woodward    | Samantha Blake/Mimi                                      | En ny slags kærlighed               |
| 1964 | Julie Andrews †    | Mary Poppins                                             | Mary Poppins                        |
| 1964 | Audrey Hepburn     | Eliza Doolittle                                          | My Fair Lady                        |
| 1964 | Sophia Loren       | Filumena Martuarno                                       | Ægteskab på italiensk               |
| 1964 | Melina Mercouri    | Elizabeth Lipp                                           | Topkapi                             |
| 1964 | Debbie Reynolds    | Molly Brown                                              | Den synkefri Molly Brown            |
| 1965 | Julie Andrews      | Maria Von Trapp                                          | The Sound of Music                  |
| 1965 | Jane Fonda         | Cat Ballou                                               | Cat Ballou                          |
| 1965 | Barbara Harris     | Dr. Sandra Markowitz                                     | A Thousand Clowns                   |
| 1965 | Rita Tushingham    | Nancy Jones                                              | Dét - og hvordan man får det        |
| 1965 | Natalie Wood       | Daisy Clover                                             | Inside Daisy Clover                 |
| 1966 | Lynn Redgrave      | Georgy                                                   | Georgy Girl                         |
| 1966 | Jane Fonda         | Ellen                                                    | Kun om onsdagen                     |
| 1966 | Elizabeth Hartman  | Barbara Darling                                          | You're a Big Boy Now                |
| 1966 | Shirley MacLaine   | Nicole Chang                                             | Pas på hovedet                      |
| 1966 | Vanessa Redgrave   | Leonie Delt                                              | Morgan - skrupsplitterravende skør  |
| 1967 | Anne Bancroft      | Mrs. Robinson                                            | Fagre voksne verden                 |
| 1967 | Julie Andrews      | Millie Dillmount                                         | Millie                              |
| 1967 | Audrey Hepburn     | Joanna "Jo" Wallace                                      | To på vejen                         |
| 1967 | Shirley MacLaine   | Paulette/Maria Teresa/Linda/Edith/Eve Minou/Marie/Jeanne | 7 x kvinde                          |
| 1967 | Vanessa Redgrave   | Guinevere                                                | Camelot                             |
| 1968 | Barbra Streisand † | Fanny Brice                                              | Funny Girl                          |
| 1968 | Julie Andrews      | Gertrude Lawrence                                        | Star!                               |
| 1968 | Lucille Ball       | Helen North                                              | Dine, mine og vore                  |
| 1968 | Petula Clark       | Sharon McLongeran                                        | Regnbuedalen                        |
| 1968 | Gina Lollobrigida  | Carla Campbell                                           | Alle mine mænd                      |
| 1969 | Patty Duke         | Natalie Miller                                           | Me, Natalie                         |
| 1969 | Ingrid Bergman     | Stephanie Dickinson                                      | Kaktublomsten                       |
| 1969 | Dyan Cannon        | Alice Henderson                                          | Bob & Carol & Ted & Alice           |
| 1969 | Kim Darby          | Doris Bolton Owen                                        | Generation                          |
| 1969 | Mia Farrow         | Mary                                                     | John og Mary                        |
| 1969 | Shirley MacLaine   | Charity Hope Valentine                                   | Sweet Charity                       |
| 1969 | Anna Magnani       | Rose Bombolini                                           | Santa Vittorias hemmelighed         |
| 1969 | Barbra Streisand   | Dolly Levi                                               | Hello Dolly                         |

### 1970'erne
| År   | Skuespillerinde                                                                             | Rolle                                | Film                                           |
| ---- | ------------------------------------------------------------------------------------------- | ------------------------------------ | ---------------------------------------------- |
| 1970 | Carrie Snodgress                                                                            | Tina Balser                          | Konen er gal                                   |
| 1970 | Julie Andrews                                                                               | Lili Smith                           | Darling Lili                                   |
| 1970 | Sandy Dennis                                                                                | Gwen Kellerman                       | Sikke'n nat                                    |
| 1970 | Angela Lansbury                                                                             | Countess Erthe Van Orstein           | Something for Everyone                         |
| 1970 | Barbra Streisand                                                                            | Doris                                | Uglen og missekatten                           |
| 1971 | Twiggy                                                                                      | Polly Brown                          | Boyfriend                                      |
| 1971 | Sandy Duncan                                                                                | Amy Cooper                           | Star Spangled Girl                             |
| 1971 | Ruth Gordon                                                                                 | Maude Chardin                        | Harold og Maude                                |
| 1971 | Angela Lansbury                                                                             | Eglantine Price                      | Hokus Pokus Kosteskaft                         |
| 1971 | Elaine May                                                                                  | Henrietta Lowell                     | A New Leaf                                     |
| 1972 | Liza Minnelli †                                                                             | Sally Bowles                         | Cabaret                                        |
| 1972 | Carol Burnett                                                                               | Tillie                               | Peter og Tillie                                |
| 1972 | Goldie Hawn                                                                                 | Jill Tanner                          | Butterflies Are Free                           |
| 1972 | Juliet Mills                                                                                | Pamela Piggott                       | Avanti - kom ind!                              |
| 1972 | Maggie Smith                                                                                | Augusta Bertram                      | Min utæmmelige tante                           |
| 1973 | Glenda Jackson †                                                                            | Vicky Allesio                        | En pikant affære                               |
| 1973 | Yvonne Elliman                                                                              | Marie Magdalene                      | Jesus Christ Superstar                         |
| 1973 | Cloris Leachman                                                                             | Nettie Appleby                       | Charlie and the Angel                          |
| 1973 | Tatum O'Neal                                                                                | Addie Loggins                        | Paper Moon                                     |
| 1973 | Liv Ullmann                                                                                 | Ann Stanley                          | 40 Carats                                      |
| 1974 | Raquel Welch                                                                                | Constance Bonacieux                  | The Three Musketeers                           |
| 1974 | Lucille Ball                                                                                | Mame Dennis                          | Mame                                           |
| 1974 | Diahann Carroll                                                                             | Claudine                             | Claudine                                       |
| 1974 | Helen Hayes                                                                                 | Bedstemor Steinmetz                  | Herbie i højeste gear                          |
| 1974 | Cloris Leachman                                                                             | Frau Blücher                         | Frankenstein junior                            |
| 1975 | Ann-Margret                                                                                 | Nora Walker                          | Tommy                                          |
| 1975 | Julie Christie                                                                              | Jackie Shawn                         | Shampoo                                        |
| 1975 | Goldie Hawn                                                                                 | Jill                                 | Shampoo                                        |
| 1975 | Liza Minnelli                                                                               | Claire                               | Tre smarte smuglere på 'Lucky Lady'            |
| 1975 | Barbra Streisand                                                                            | Fanny Brice                          | Funny Lady                                     |
| 1976 | Barbra Streisand                                                                            | Esther Hoffman                       | A Star Is Born                                 |
| 1976 | Jodie Foster                                                                                | Annabelle Andrews                    | Freaky Friday                                  |
| 1976 | Barbara Harris                                                                              | Blanche Tyler                        | Family Plot - den enes død                     |
| 1976 | Barbara Harris                                                                              | Ellen Andrews                        | Freaky Friday                                  |
| 1976 | Goldie Hawn                                                                                 | Amanda "Duchess" Quaid               | Amanda og rævepelsen                           |
| 1976 | Rita Moreno                                                                                 | Googie Gomez                         | Det går helt agurk i saunaen                   |
| 1977 | Diane Keaton † og Marsha Mason                                                              | DK: Annie Hall og MM: Paula McFadden | DK: Annie Hall og MM: The Goodbye Girl         |
| 1977 | Sally Field                                                                                 | Carrie                               | Smokey and the Bandit                          |
| 1977 | Liza Minnelli                                                                               | Francine Evans                       | New York, New York                             |
| 1977 | Lily Tomlin                                                                                 | Margo Sperling                       | Godt skudt, du gamle                           |
| 1978 | Ellen Burstyn og Maggie Smith† (*Note: Blev Oscar-belønnet som "Bedste kvindelige birolle") | EB: Doris og MS: Diana Barrie        | EB: Samme tid næste år og MS: California Suite |
| 1978 | Jacqueline Bisset                                                                           | Natasha O'Brien                      | Mad og mord                                    |
| 1978 | Goldie Hawn                                                                                 | Gloria Mundy                         | Pigen der vidste for meget                     |
| 1978 | Olivia Newton-John                                                                          | Sandy Olsson                         | Grease                                         |
| 1979 | Bette Midler                                                                                | Mary Rose Foster                     | The Rose                                       |
| 1979 | Julie Andrews                                                                               | Samantha Taylor                      | 10                                             |
| 1979 | Jill Clayburgh                                                                              | Marilyn Holmberg                     | Lad os prøve igen                              |
| 1979 | Shirley MacLaine                                                                            | Eve Rand                             | Velkommen Mr. Chance                           |
| 1979 | Marsha Mason                                                                                | Jennie MacLaine                      | Et nyt kapital                                 |

### 1980'erne
| År   | Skuespillerinde   | Rolle                              | Film                                         |
| ---- | ----------------- | ---------------------------------- | -------------------------------------------- |
| 1980 | Sissy Spacek †    | Loretta Lynn                       | Coal Miner's Daughter                        |
| 1980 | Irene Cara        | Coco Hernandez                     | Fame                                         |
| 1980 | Goldie Hawn       | Judy Benjamin                      | Rekrut Benjamin                              |
| 1980 | Bette Midler      | Hende selv / The Divine Miss M     | Guddommelig skør                             |
| 1980 | Dolly Parton      | Doralee Rhodes                     | Nine to Five                                 |
| 1981 | Bernadette Peters | Eileen Everson                     | Pennies from Heaven                          |
| 1981 | Blair Brown       | Dr. Nell Porter                    | Langt nede, højt oppe                        |
| 1981 | Carol Burnett     | Kate Borroughs                     | The Four Seasons                             |
| 1981 | Jill Clayburgh    | Ruth Loomis                        | Første mandag i oktober                      |
| 1981 | Liza Minnelli     | Linda Marolla                      | Arthur                                       |
| 1982 | Julie Andrews     | Victoria Grant / Victor Grezhinski | Victor/Victoria                              |
| 1982 | Carol Burnett     | Miss Hannigan                      | Annie                                        |
| 1982 | Sally Field       | Kay                                | Kiss Me Goodbye                              |
| 1982 | Goldie Hawn       | Paula McCullen                     | Bedste venner                                |
| 1982 | Dolly Parton      | Mona Stangley                      | The Best Little Whorehouse in Texas          |
| 1982 | Aileen Quinn      | Annie                              | Annie                                        |
| 1983 | Julie Walters     | Rita                               | Lærenemme Rita                               |
| 1983 | Anne Bancroft     | Anna Bronski                       | To Be or Not to Be                           |
| 1983 | Jennifer Beals    | Alex Owens                         | Flashdance                                   |
| 1983 | Linda Ronstadt    | Mabel                              | The Pirates of Penzance                      |
| 1983 | Barbra Streisand  | Yentl / Anschel                    | Yentl                                        |
| 1984 | Kathleen Turner   | Joan Wilder                        | Nu går den vilde skattejagt                  |
| 1984 | Anne Bancroft     | Estelle Rolfe                      | Jagten på Garbo                              |
| 1984 | Mia Farrow        | Tina Vitale                        | Broadway Danny Rose                          |
| 1984 | Shelley Long      | Lucy Brodsky                       | Irreconcilable Differences                   |
| 1984 | Lily Tomlin       | Edwina Cutwater                    | Min bedre halvdel                            |
| 1985 | Kathleen Turner   | Irene Walker                       | Familiens ære                                |
| 1985 | Rosanna Arquette  | Roberta                            | Helt vild med Susan                          |
| 1985 | Glenn Close       | Maxie                              | Maxie                                        |
| 1985 | Mia Farrow        | Cecilia                            | Den røde rose fra Cairo                      |
| 1985 | Sally Field       | Emma Moriarty                      | Murphy, dit hjerte er i fare                 |
| 1986 | Sissy Spacek      | Rebecca Magrath Botrelle           | Det slemme hjerte                            |
| 1986 | Julie Andrews     | Gillian Fairchild                  | That's Life!                                 |
| 1986 | Melanie Griffith  | Audrey Hankel                      | Vild og blodig                               |
| 1986 | Bette Midler      | Barbara Whiteman                   | Helt på spanden i Beverly Hills              |
| 1986 | Kathleen Turner   | Peggy Sue Bochell                  | Peggy Sue blev gift                          |
| 1987 | Cher †            | Loretta Castorini                  | Lunefulde måne                               |
| 1987 | Jennifer Grey     | Frances "Baby" Houseman            | Dirty Dancing                                |
| 1987 | Holly Hunter      | Jane Craig                         | Broadcast News                               |
| 1987 | Diane Keaton      | C.J. Wiatt                         | Baby Boom                                    |
| 1987 | Bette Midler      | Sandy Bronzinsky                   | Enormt heldigt                               |
| 1988 | Melanie Griffith  | Tess McGill                        | Working Girl                                 |
| 1988 | Jamie Lee Curtis  | Wanda                              | Fisken de kaldte Wanda                       |
| 1988 | Amy Irving        | Delancey                           | Crossing Delancey                            |
| 1988 | Michelle Pfeiffer | Angela DeMarco                     | Gift med mafiaen                             |
| 1988 | Susan Sarandon    | Annie Savoy                        | Bull Durham                                  |
| 1989 | Jessica Tandy †   | Daisy Werthan                      | Driving Miss Daisy                           |
| 1989 | Pauline Collins   | Shirley Valentine Bradshaw         | Shirley Valentine                            |
| 1989 | Meg Ryan          | Sally Albright                     | Da Harry mødte Sally                         |
| 1989 | Meryl Streep      | Mary Fisher                        | She-Devil                                    |
| 1989 | Kathleen Turner   | Barbara Rose                       | War of the Roses - Nu går det vilde ægteskab |

### 1990'erne
| År   | Skuespillerinde     | Rolle                     | Film                             |
| ---- | ------------------- | ------------------------- | -------------------------------- |
| 1990 | Julia Roberts       | Vivian Ward               | Pretty Woman                     |
| 1990 | Mia Farrow          | Alice                     | Alice                            |
| 1990 | Andie MacDowell     | Bronte Mitchell           | Green Card                       |
| 1990 | Demi Moore          | Molly Jensen              | Ghost                            |
| 1990 | Meryl Streep        | Suzanne Vale              | Smil vi er på                    |
| 1991 | Bette Midler        | Dixie Leonard             | For the Boys                     |
| 1991 | Ellen Barkin        | Amanda Brooks             | Hjælp, jeg er en kvinde          |
| 1991 | Kathy Bates         | Evelyn Couch              | Stegte grønne tomater            |
| 1991 | Anjelica Huston     | Morticia Addams           | The Addams Family                |
| 1991 | Michelle Pfeiffer   | Frankie                   | Frankie & Johnny                 |
| 1992 | Miranda Richardson  | Rose Arbuthnot            | Vidunderlige april               |
| 1992 | Geena Davis         | Dottie Hinson             | I en klasse for sig selv         |
| 1992 | Whoopi Goldberg     | Deloris van Cartier       | Halløj i klosteret               |
| 1992 | Shirley MacLaine    | Pearl Berman              | Used People                      |
| 1992 | Meryl Streep        | Madeline Ashton           | Døden klæ'r hende                |
| 1993 | Angela Bassett      | Tina Turner               | What's Love Got to Do with It    |
| 1993 | Stockard Channing   | Ouisa Kittredge           | Six Degrees Of Separation        |
| 1993 | Anjelica Huston     | Morticia Addams           | Addams Family Values             |
| 1993 | Diane Keaton        | Carol Lipton              | Manhattan mord mysteriet         |
| 1993 | Meg Ryan            | Annie Reed                | Søvnløs i Seattle                |
| 1994 | Jamie Lee Curtis    | Helen Tasker              | Livsfarlig løgn                  |
| 1994 | Geena Davis         | Julia Mann                | Ikke mine ord igen               |
| 1994 | Andie MacDowell     | Carrie                    | Fire bryllupper og en begravelse |
| 1994 | Shirley MacLaine    | Tess Carlisle             | Guarding Tess                    |
| 1994 | Emma Thompson       | Dr. Diana Redding         | Junior                           |
| 1995 | Nicole Kidman       | Suzanne Stone-Maretto     | To Die For                       |
| 1995 | Annette Bening      | Sydney Ellen Wade         | The American President           |
| 1995 | Sandra Bullock      | Lucy Eleanor Moderatz     | Mens du sov                      |
| 1995 | Toni Collette       | Muriel Heslop             | Muriels bryllup                  |
| 1995 | Vanessa Redgrave    | Miss Bentley              | A Month by the Lake              |
| 1996 | Madonna             | Eva Perón                 | Evita                            |
| 1996 | Glenn Close         | Cruella de Vil            | 101 dalmatinere i levende live   |
| 1996 | Frances McDormand † | Marge Gunderson           | Fargo                            |
| 1996 | Debbie Reynolds     | Beatrice Henderson        | Mother                           |
| 1996 | Barbra Streisand    | Rose Morgan               | Kærligheden har to sider         |
| 1997 | Helen Hunt †        | Carol Connelly            | Det bli'r ikke bedre             |
| 1997 | Joey Lauren Adams   | Alyssa Jones              | Chasing Amy                      |
| 1997 | Pam Grier           | Jackie Brown              | Jackie Brown                     |
| 1997 | Jennifer Lopez      | Selena                    | Selena                           |
| 1997 | Julia Roberts       | Julianne Potters          | Min bedste vens bryllup          |
| 1998 | Gwyneth Paltrow †   | Viola de Lesseps          | Shakespeare in Love              |
| 1998 | Cameron Diaz        | Mary Jensen               | Vild med Mary                    |
| 1998 | Jane Horrocks       | Laura Hoff (Little Voice) | Little Voice                     |
| 1998 | Christina Ricci     | Deedee Truitt             | Helt uden skrupler               |
| 1998 | Meg Ryan            | Kathleen Kelly            | You've Got Mail                  |
| 1999 | Janet McTeer        | Mary Jo Walker            | Tumbleweeds                      |
| 1999 | Julianne Moore      | Mrs. Laura Cheveley       | An Ideal Husband                 |
| 1999 | Julia Roberts       | Anna Scott                | Notting Hill                     |
| 1999 | Sharon Stone        | Sarah Little              | The Muse                         |
| 1999 | Reese Witherspoon   | Tracy Flick               | Election                         |

### 2000'erne
| År   | Skuespillerinde                                                                       | Rolle                     | Film                                                |
| ---- | ------------------------------------------------------------------------------------- | ------------------------- | --------------------------------------------------- |
| 2000 | Renée Zellweger                                                                       | Betty Sizemore            | Nurse Betty                                         |
| 2000 | Juliette Binoche                                                                      | Vianne Rocher             | Chocolat                                            |
| 2000 | Brenda Blethyn                                                                        | Grace Trevethyn           | Saving Grace                                        |
| 2000 | Sandra Bullock                                                                        | Gracie Hart               | Agent Catwalk                                       |
| 2000 | Tracey Ullman                                                                         | Frenchy                   | Small Time Crooks                                   |
| 2001 | Nicole Kidman                                                                         | Satine                    | Moulin Rouge!                                       |
| 2001 | Thora Birch                                                                           | Enid                      | Ghost World                                         |
| 2001 | Cate Blanchett                                                                        | Kate Wheeler              | Bandits                                             |
| 2001 | Reese Witherspoon                                                                     | Elle Woods                | Blondinens hævn                                     |
| 2001 | Renée Zellweger                                                                       | Bridget Jones             | Bridget Jones' dagbog                               |
| 2002 | Renée Zellweger                                                                       | Roxie Harts               | Chicago                                             |
| 2002 | Maggie Gyllenhaal                                                                     | Lee Holloway              | Secretary                                           |
| 2002 | Goldie Hawn                                                                           | Suzette                   | Venner for livet                                    |
| 2002 | Nia Vardalos                                                                          | Toula Portokalos          | My Big Fat Greek Wedding                            |
| 2002 | Catherine Zeta-Jones † *Note: (Blev belønnet med Oscar for Bedste kvindelige birolle) | Velma Kelly               | Chicago                                             |
| 2003 | Diane Keaton                                                                          | Erica Jane Barry          | Når du mindst venter det                            |
| 2003 | Jamie Lee Curtis                                                                      | Anna Coleman/Tess Coleman | Freaky Friday                                       |
| 2003 | Scarlett Johansson                                                                    | Charlotte                 | Lost in Translation                                 |
| 2003 | Diane Lane                                                                            | Frances Mayes             | Under the Tuscan Sun                                |
| 2003 | Helen Mirren                                                                          | Chris Harper              | Calendar Girls                                      |
| 2004 | Annette Bening                                                                        | Julie Lambert             | Being Julia                                         |
| 2004 | Ashley Judd                                                                           | Linda Porter              | De-Lovely                                           |
| 2004 | Emmy Rossum                                                                           | Christine Daaé            | The Phantom of the Opera                            |
| 2004 | Kate Winslet                                                                          | Clementine Kruczynski     | Evigt solskin i et pletfrit sind                    |
| 2004 | Renée Zellweger                                                                       | Bridget Jones             | Bridget Jones - På randen af fornuft                |
| 2005 | Reese Witherspoon †                                                                   | June Carter               | Walk the Line                                       |
| 2005 | Judi Dench                                                                            | Laura Henderson           | Mrs. Henderson præsenterer                          |
| 2005 | Keira Knightley                                                                       | Lucy Eleanor Moderatz     | Stolthed og fordom                                  |
| 2005 | Laura Linney                                                                          | Joan Berkman              | The Squid and the Whale                             |
| 2005 | Sarah Jessica Parker                                                                  | Meredith Morton           | The Family Stone                                    |
| 2006 | Meryl Streep                                                                          | Miranda Priestly          | The Devil Wears Prada                               |
| 2006 | Annette Bening                                                                        | Deirdre Burroughs         | Running With Scissors                               |
| 2006 | Toni Collette                                                                         | Sheryl Hoover             | Little Miss Sunshine                                |
| 2006 | Beyoncé Knowles                                                                       | Deena Jones               | Dreamgirls                                          |
| 2006 | Renée Zellweger                                                                       | Beatrix Potter            | Miss Potter                                         |
| 2007 | Marion Cotillard †                                                                    | Édith Piaf                | Spurven                                             |
| 2007 | Amy Adams                                                                             | Giselle                   | Fortryllet                                          |
| 2007 | Nikki Blonsky                                                                         | Tracy Turnblad            | Hairspray                                           |
| 2007 | Helena Bonham Carter                                                                  | Mrs. Lovett               | Sweeney Todd: Den djævelske barber fra Fleet Street |
| 2007 | Ellen Page                                                                            | Juno MacGuff              | Juno                                                |
| 2008 | Sally Hawkins                                                                         | Pauline "Poppy" Cross     | Happy-Go-Lucky                                      |
| 2008 | Rebecca Hall                                                                          | VickyMary Jensen          | Vicky Cristina Barcelona                            |
| 2008 | Frances McDormand                                                                     | Linda Litzke              | Burn After Reading                                  |
| 2008 | Meryl Streep                                                                          | Deedee Truitt             | Mamma Mia! The Movie                                |
| 2008 | Emma Thompson                                                                         | Kate Walker               | Sidste chance, Harvey                               |
| 2009 | Meryl Streep                                                                          | Julia Child               | Julie & Julia                                       |
| 2009 | Sandra Bullock                                                                        | Margaret Tate             | The Proposal                                        |
| 2009 | Marion Cotillard                                                                      | Luisa Contini             | Nine                                                |
| 2009 | Julia Roberts                                                                         | Claire Stenwick           | Duplicity                                           |
| 2009 | Meryl Streep                                                                          | Jane Adler                | Det' indviklet                                      |

### 2010'erne
| År   | Skuespillerinde   | Rolle               | Film                   |
| ---- | ----------------- | ------------------- | ---------------------- |
| 2010 | Annette Bening    | Nic Allgood         | The Kids Are All Right |
| 2010 | Anne Hathaway     | Maggie Murdock      | Love and Other Drugs   |
| 2010 | Angelina Jolie    | Elise Ward          | The Tourist            |
| 2010 | Julianne Moore    | Jules Allgood       | The Kids Are All Right |
| 2010 | Emma Stone        | Olive Penderghast   | Easy A                 |
| 2011 | Jodie Foster      | Penelope Longstreet | Carnage                |
| 2011 | Charlize Theron   | Mavis Gary          | Young Adult            |
| 2011 | Kristen Wiig      | Annie Walker        | Brudepiger             |
| 2011 | Michelle Williams | Marilyn Monroe      | My Week with Marilyn   |
| 2011 | Kate Winslet      | Nancy Cowan         | Carnage                |